# Mordellistena rufula
Mordellistena rufula is een keversoort uit de familie spartelkevers (Mordellidae). De soort is voor het eerst wetenschappelijk beschreven door Helmuth.